# Schoenocaulon tenorioi
Schoenocaulon tenorioi är en nysrotsväxtart som beskrevs av Dawn Frame. Schoenocaulon tenorioi ingår i släktet Schoenocaulon och familjen nysrotsväxter. Inga underarter finns listade.